# Нижние Олгаши
Ни́жние Олга́ши (чув. Лап Улхаш) — деревня в Моргаушском районе Чувашской Республики. Входит в состав Большесундырского сельского поселения.

## География
Находится в северо-западной части Чувашии, на расстоянии приблизительно 14 км на север по прямой от районного центра села Моргауши.

## История
Известна с 1858 года как околоток деревни Корчякова Вторая (ныне не существует) с 17 дворами и 82 жителями. В 1906 году было учтено 28 дворов, 140 жителей, в 1926 — 33 двора и 146 жителей, в 1939—240 жителей, в 1979—110. В 2002 году было 33 двора, в 2010 — 29 домохозяйств. В 1930 году был образован колхоз «Ударник», в 2010 действовало КФХ «Бархаткин».

## Население
Постоянное население составляло 78 человек (чуваши 100 %) в 2002 году, 59 в 2010.